# بیله‌وار
بیلوار، (سرزمین آفتاب گردان)روستایی است از توابع بخش ایواوغلی و در شهرستان خوی استان آذربایجان غربی ایران. روستای بیلوار در ۲۵ کیلومتری شهرستان خوی قرار داد، و حوزه فعالیت مردم اغلب در بخش کشاورزی و دامداری است.               این روستا دارای امکانات رفاهی و درمانی مانند پارک،زمین والیبال،تالار و بیمارستان کوچکی است. این روستا از ۲ بخش تشکیل شده است بخش اول که بر سر جاده ی بین الملی قرار دارد و بخش دوم در آن سوی رودی که از وسط این روستا میگذرد.این روستا توسط دهیاری اداره میشود که در روستا از نظر اماکن عمومی پیشرفت چشمگیری داشته است.                        این روستا باغ های سرسبز و بسیار زیبایی در ایام بهار و تابستان دارد که توسط مردم محلی نگهداری میشود که در گذشته نه چندان دور فیلمی به نام آتابای در باغ های این روستا فیلمبرداری شده است.این روستا در ایام زمستان بسیار سرد و برفی است و معمولاً درجه هوا زیر صفر و منفی قرار میگیرد.

## جمعیت
این روستا در شهر خوی قرار داشته و بر اساس سرشماری سال ۱۴۰۱ جمعیت آن ۱,۵۰۰+ نفر (+۳۵۰ خانوار)
بوده‌است.